# Варпас
«Ва́рпас» (лит. Varpas, «Колокол») — литовский ежемесячный журнал либерального, а после 1900 года — социалистического направления. Выходил в 1889—1905 годах. Основан варшавским обществом литовских студентов «Литва». Редактором и ведущим сотрудником журнала был Винцас Кудирка. Из-за запрета на литовскую печать латинскими буквами, журнал печатали в Германии и ввозили в Российскую империю контрабандой.
В первом номере журнала впервые было предложено ввести чешские буквы š и č в литовскую орфографию. Предложение было воспринято литовской диаспорой в США, и в начале XX века эти буквы вошли в литовский алфавит.